# Qatar Ladies Open 2024
Il Qatar Ladies Open 2024, noto come Qatar TotalEnergies Open 2024 per motivi di sponsorizzazione, è stato un torneo di tennis giocato sul cemento. È stata la 22ª edizione del Qatar Ladies Open, che fa parte della categoria WTA 1000 nell'ambito del WTA Tour 2024. Si è giocato nel Khalifa International Tennis Complex di Doha, in Qatar, dall'11 al 17 febbraio 2024.

## Partecipanti singolare

### Teste di serie
| Nazionalità | Giocatrice             | Ranking* | Testa di serie |
| ----------- | ---------------------- | -------- | -------------- |
| Polonia     | Iga Świątek            | 1        | 1              |
| Stati Uniti | Coco Gauff             | 3        | 2              |
| Kazakistan  | Elena Rybakina         | 5        | 3              |
| Tunisia     | Ons Jabeur             | 6        | 4              |
| Cina        | Zheng Qinwen           | 7        | 5              |
| Rep. Ceca   | Markéta Vondroušová    | 8        | 6              |
| Grecia      | Maria Sakkarī          | 9        | 7              |
| Lettonia    | Jeļena Ostapenko       | 11       | 8              |
| Rep. Ceca   | Barbora Krejčiková     | 12       | 9              |
| Brasile     | Beatriz Haddad Maia    | 13       | 10             |
|             | Dar'ja Kasatkina       | 14       | 11             |
|             | Ljudmila Samsonova     | 15       | 12             |
|             | Veronika Kudermetova   | 16       | 13             |
|             | Ekaterina Aleksandrova | 19       | 14             |
| Francia     | Caroline Garcia        | 21       | 15             |
| Stati Uniti | Emma Navarro           | 23       | 16             |

* Ranking al 5 febbraio 2024.

### Altre partecipanti
Le seguenti giocatrici hanno ricevuto una wild card per il tabellone principale:
- Paula Badosa
- Anna Kalinskaja
- Emma Raducanu
- Zeynep Sönmez

La seguente giocatrice è entrata in tabellone con il ranking protetto:
- Naomi Ōsaka

Le seguenti giocatrici sono entrate nel tabellone principale passando dalle qualificazioni:

- Ėrika Andreeva
- Danielle Collins
- Magdalena Fręch
- Nao Hibino
- Ashlyn Krueger
- Greet Minnen
- Bernarda Pera
- Diana Šnajder

Le seguenti giocatrici sono entrate in tabellone come lucky loser:
- Viktorija Tomova
- Martina Trevisan

### Ritiri
Prima del torneo
- Barbora Krejčiková → sostituita da  Martina Trevisan
- Karolína Muchová → sostituita da  Linda Nosková
- Jessica Pegula → sostituita da  Kateřina Siniaková
- Aryna Sabalenka → sostituita da  Peyton Stearns
- Elina Svitolina → sostituita da  Viktorija Tomova

Durante il torneo
- Lesja Curenko
- Marta Kostjuk

## Partecipanti doppio

### Teste di serie
| Nazione       | Giocatrice               | Nazione       | Giocatrice       | Ranking* | Testa di serie |
| ------------- | ------------------------ | ------------- | ---------------- | -------- | -------------- |
| Taipei cinese | Hsieh Su-wei             | Belgio        | Elise Mertens    | 3        | 1              |
| Canada        | Gabriela Dabrowski       | Nuova Zelanda | Erin Routliffe   | 11       | 2              |
| Stati Uniti   | Nicole Melichar-Martinez | Australia     | Ellen Perez      | 23       | 3              |
| Rep. Ceca     | Barbora Krejčiková       | Germania      | Laura Siegemund  | 29       | 4              |
| Paesi Bassi   | Demi Schuurs             | Brasile       | Luisa Stefani    | 29       | 5              |
| Ucraina       | Ljudmyla Kičenok         | Lettonia      | Jeļena Ostapenko | 33       | 6              |
| Australia     | Storm Hunter             | Stati Uniti   | Alycia Parks     | 35       | 7              |
| Taipei cinese | Chan Hao-ching           | Messico       | Giuliana Olmos   | 46       | 8              |

- Ranking al 5 febbraio 2024.

### Altre partecipanti
Le seguenti coppie di giocatrici hanno ricevuto una wild card per il tabellone principale:
- Mubaraka Al-Naimi /  İpek Öz

La seguente coppia di giocatrici è entrata in tabellone utilizzando il ranking protetto:
- Shūko Aoyama /  Aleksandra Krunić

La seguente coppia di giocatrici è subentrata in tabellone come alternate:
- Tereza Mihalíková /  Linda Nosková

### Ritiri
Prima del torneo
- Barbora Krejčiková /  Laura Siegemund → sostituite da  Tereza Mihalíková /  Linda Nosková

## Punti
| Evento    | V    | F   | SF  | QF  | 3T   | 2T  | 1T | Q    | Q2   | Q1   |
| Singolare | 1000 | 650 | 390 | 215 | 120  | 65  | 10 | 30   | 20   | 2    |
| Doppio    | 1000 | 650 | 390 | 215 | N.D. | 120 | 10 | N.D. | N.D. | N.D. |

## Montepremi
| Evento    | V         | F         | SF        | QF       | 3T       | 2T       | 1T       | Q2      | Q1      |
| Singolare | 523 485 $ | 308 320 $ | 158 944 $ | 72 965 $ | 36 454 $ | 20 650 $ | 14 800 $ | 8 800 $ | 4 610 $ |
| Doppio*   | 154 160 $ | 86 710 $  | 46 570 $  | 24 090 $ | N.D.     | 13 650 $ | 9 100 $  | N.D.    | N.D.    |

*per team

## Campionesse

### Singolare
Iga Świątek ha sconfitto in finale  Elena Rybakina con il punteggio di 7-6(8), 6-2.
- É il diciottesimo titolo in carriera per Świątek, il primo della stagione e il terzo di fila.

### Doppio
Demi Schuurs /  Luisa Stefani hanno sconfitto in finale  Caroline Dolehide /  Desirae Krawczyk con il punteggio di 6-4, 6-2.